# Antennellopsis integerrima
Antennellopsis integerrima is een hydroïdpoliep uit de familie Halopterididae. De poliep komt uit het geslacht Antennellopsis. Antennellopsis integerrima werd in 1919 voor het eerst wetenschappelijk beschreven door Jäderholm. 